# Eposz
Az eposz az epika legkorábban kialakult, nagy múltú műfaja. Leggyakrabban verses formájú és nagy terjedelmű. Szereplői rendkívüli tulajdonsággal rendelkező hősök, akik nagy tetteket hajtanak végre, ezek a közösség életében jelentősek, de kihathatnak az egész emberiség sorsára is.
Az eposz anyaga valamilyen – akár valóságos, akár képzelt – történet, előadási formája is a történeti előadás költőibb változata. Az eposz a múlt költészete, és a fantázia forrása benne az emlékezet, a hagyomány. Az előadott történet lehet egészen egyszerű, egyetlen tényből álló, vagy igen összetett és gazdag tagolódású, ábrázolhatja egy személy vagy egyesek sorsát, vagy egy nemzetét is.
Az eposz verses nagyepikai műfaj, mely egy egész közösségre kiható nagy jelentőségű eseményt dolgoz fel, illetve az esemény azzá válik az eposzi ábrázolás során.
Az eposz az epika műnemébe tartozó, nagy terjedelmű elbeszélő költemény. Rendkívüli képességekkel rendelkező hőse istenektől is támogatva nagy, egész közösség számára jelentős tetteket visz véghez.

## Összehasonlítás a lírai és drámai műfajokkal

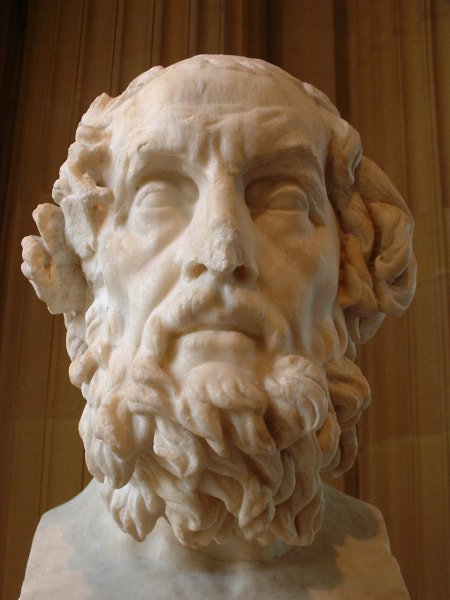
Homérosz

Az irodalom két ősi műfaja a lírai dal és az eposz volt; elsőbbségük egymással szemben mindmáig vitás, valószínűleg egy közös ősformából származtak. Kezdetben az eposzt is énekelve adták elő. Az eposz a lírai művekhez hasonlóan a hallgatót azonosulásra késztette. Az előadó dalát sokan vele és utána énekelték, az szemléleti és képzeleti közösséget teremtett; így volt e két műfajnak a nyelv mellett a „néplélek” alakulásában igen nagy része.
Az eposz szerzője (az epikus) és a közönség közötti viszony más az eposzban, mint a lírai és drámai művekben. A lírai mű szerzője nincs tekintettel a közönségre, ösztönösen alkot. Létrehozza művét akkor is, ha egyedül van, és akkor is, ha mások is jelen vannak. A drámának szüksége van a közönségre, de a dráma előadói és a közönség között nincs kommunikáció, a játék megy a maga útján, és nem intézi a közönséghez szavait. Az eposzban az előadó és hallgatóság viszonya teljesen más: az előadó a közönséghez intézi elbeszélését; kifejezve, hogy tudnak egymásról. Tehát az eposznak az a kulturális tulajdonsága, hogy fejlődése bizonyos társadalmi közösséget feltételez.
Noha az eposzban felölelt tények összefüggése szabadabb, mint a drámában, mégis az eposzban is szükséges az egység. Nem okvetlenül a cselekvény egysége, mert vannak eposzok, melyek egy hős különböző kalandjait beszélik el; nem is mindig a hős egysége, mert némely nagyobb eposzban egy ügy képviselői egymást felváltják, hanem a tárgy és a felfogás egysége szükséges, tehát hogy az eposz összes anyaga egy egészet alkosson, és egy szellem hassa át.
Minthogy az eposz elbeszélője csak egy személy, aki egyszerre csak egy dolgot mondhat, ezért az eposz egy cselekménykör egyes, párhuzamosan haladó ágait nem ábrázolhatja párhuzamosan, hanem mindent egymásután, és azért az előadás formája a legszigorúbb egymásután; az esemény főágát időnként félbehagyja, hogy a többit folytathassa. Az a szabadsága azonban megvan, hogy a színteret, a cselekmény ágainak továbbépítését gyakrabban változtathatja, mint a dráma.

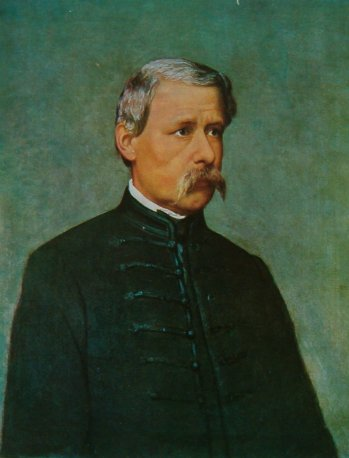
Arany János

Az epikai szerkezet szabadságából következik az is, hogy a szerző nincs mereven kötve az időrendhez, hanem régebbi történetet később mondhat el, visszapillantást engedhet a cselekvény előzményeibe, és kilátást nyithat késő következményeibe is. Ő, mint elbeszélő, személyesen érintkezik közönségével, egy szavába kerül jelezni, hogy elbeszélése most régebbi időbe száll vissza, vagy hogy most a jövőbe tekint, és a közönség nem fog összezavarodni a különféle időkategóriákban. Az elbeszélő együtt él a hallgatóival, ők mindig megtalálják egymást, és ha félbe marad az elbeszélés, legközelebb folytathatják (mióta könyvek vannak, ugyanez a viszony az író és az olvasó közt), ezért az elbeszélés tetszés szerinti terjedelmű lehet, nemcsak egy estére való, mint a színművek.
Az epikusnak van tehát ideje, azért bővebben foglalkozhat a részletekkel, egy-egy jelenet, egy-egy alak kirajzolását egész kényelmesen és élvezettel elvégezheti, kitéréseket tehet, itt-ott magyarázhat, elmélkedhet vagy leírhat. Ha egy nemzet sorsát mondja el, módjában van annak a nemzetnek a képét egész teljességében megrajzolni; ha egyesek sorsával szórakoztat, módjában van, mindazt a sok hatást apróra bemutatni, amelyek a hősei elhatározását megérlelik, és jellemüket alakítják.
E tulajdonságoknál fogva az eposzi tárgyalás egészen más feladatoknak is megfelel, mint a drámai. Az eposznak nincs nézője, csak hallgatója, nem kell tehát az időt folytonos cselekvéssel kitöltenie, festhet tehát passzív jellemeket is, mutathatja a hős szerepét, mint a legkülönfélébb hatások eredményét, magát a hőst, mint egyéb erők, a sors, az istenek és más természetes vagy természetfölötti hatalmak eszközét.

## Eposzi kellékek
Hagyományosan Homéroszt tartják az eposzi kellékek kitalálójának, bár vannak adatok korábbi használatukra. Ezek közül tizenhat fontos eposzi kelléket különböztetünk meg. (Például Kr.e. 8. században az Iliasz és az Odüsszeia, a 17. században Zrínyi Miklós: Szigeti veszedelem, az 1840-es években Petőfi Sándor: A helység kalapácsa)
1. Rendkívüli hős: Átlagon felüli szereplő. (Pl.: Akhilleusz, Odüsszeusz)
2. Rendkívüli téma: Nem hétköznapi téma. (Pl.: Trójai háború)
3. Invokáció: Segélykérés. A szerző segítséget kér műve megírásához a múzsától vagy valamelyik istentől.
4. Propozíció: Tárgy megjelölése. Egy-két mondatban összefoglalja a szerző, miről fog szólni a mű.
5. Expozíció: Cselekmény megindítása. Elindul az eposz története.
6. In medias res: Kezdés. Dolgok közepébe vágó kezdés. Nem a történet elején kezdi a történeteket, hanem egyből a lényegre tér.
7. Enumeráció: Hatékony felsorolás. Seregszemle. Szereplők bemutatása.
8. Anticipáció: Jóslat, ami beteljesedik. A főszereplő kap egy jóslatot, ami a cselekmény során valósággá válik.
9. Deus ex machina: Isteni beavatkozás. Valamelyik isten megváltoztatja a cselekmény menetét.
10. Csodás lények jelenléte: Szörnyek, félistenek (héroszok) stb. jelenléte.
11. Epizódok jelenléte-->Digresszió: Nagyepikai művekben gyakran előfordulnak mellékesemények. Önmagukban lezárt részletek, melyek nem viszik előre a cselekményt, de a műben megfelelően fontos szerepük van. A hősök jellemvonását további tulajdonságokkal egészítik ki.
12. Retardáció: Késleltetés. Megáll a cselekmény, és egy önálló történet épül ki belőle.
13. Epitheton ornans: Állandó jelzők. A hős legfontosabb tulajdonságát jelöli ki. (Pl.: Leleményes Odüsszeusz, Hős Hektór, Bagolyszemű Athéné. Akhilleusznak az Iliászban 36 jelzője van.)
14. Eposzi igazságszolgáltatás: A mű végén mindenki elnyeri méltó jutalmát, büntetését.
15. Peroráció: Berekesztés. A mű cselekményének lezárása.
16. Hexameter: A mű verselése. Hat verslábból álló verssor. Utolsó előtti versláb daktilus, az utolsó pedig spondeus vagy trocheus, a többi lehet daktilus vagy spondeus is.

## Az eposz és a vallás
Az eposznak mindig van ideológiai háttere és a mozgató erő gyakran ebben van. Egyes ágaiban, mint a naiv eposzban, ez mint csodás elem, személyes isteni beavatkozás jelentkezik, de legalább mint sorsképzet az újabb korok eposzaiban is rendszerint jelen van. Az eposz sokszor kifejezett vallásos tartalmat hordoz, és világnézetét is gyakran vallási eszmék határozzák meg.
Az istenek közvetlenül is közbeavatkozhatnak. Támogatják a hőst vagy az ellenségeikké válnak. Az eposzi hősök életében rendkívül fontos volt a hírnév, a büszkeség, a becsület és a társadalomban elfoglalt helyük.

## Az eposz objektivitása
Az úgynevezett epikai objektivitás, tárgyilagosság (például Homérosz eposzaiban), nem abban áll, hogy a hős háttérbe vonul, hanem abból a szituációból alakul ki, melyben a költő egyrészt tárgyához, másrészt közönségéhez viszonyul. Ez azonban nem zár ki minden szubjektív tartalmat, mert abból közömbösség származna, és a szerző célja elveszne. A szubjektív érzelem, gyönyörködés nagyon jól megfér az epikai tárgyilagossággal, ami nemcsak a szerző személyes érzése. A nemzeti, közösségi érzés például a legobjektívebb eposzokban is megmutatkozik. Csak ha ez érzés túlcsap a mértéktartás korlátain, ódai vagy elégiai lendületet vesz (mint például Vörösmarty Mihály Zalán futásában), akkor szűnik meg az objektivitás. A szerző szubjektivitása megnyilatkozik olykor a világirodalom és a magyar irodalom legnagyobb epikusainál is, például Arany Jánosnál a Toldi szerelme egyes helyein (pedig hogy a szerző különben mennyire tárgyilagos, mutatja a Toldi-trilógia másik két része és a Buda halála). De nemcsak helyenként merülhet föl a szubjektív elem, hanem olykor az egész eposz szubjektívvá van színezve, ilyenek az eposznak a lírai elbeszélésbe hajló vegyes formái (vagy például Byron és Puskin művei, valamint Arany János Bolond Istókja).

## A vígeposz
A vígeposz (más terminussal komikus eposz) esetében az eposz formakincséhez, kötelező formakellékeihez kisszerű tárgyat rendel a szerző. Emiatt a klasszikus eposz parodisztikus, ironikus, szatirikus hangvételűvé alakul át.

## Híres eposzok
- Gilgames-eposz (uruki epikus ciklus és darabjai)
- Homérosz: Iliasz
- Homérosz: Odüsszeia
- Vergilius: Aeneis
- Ludovico Ariosto: Őrjöngő Lóránd
- Torquato Tasso: A megszabadított Jeruzsálem
- Zrínyi Miklós: Szigeti veszedelem
- John Milton: Elveszett paradicsom
- Voltaire: Henriász
- Byron: Don Juan
- Adam Mickiewicz: Pan Tadeusz
- Vörösmarty Mihály: Zalán futása
- Arany János: Buda halála
- Juhász Ferenc: A tékozló ország
- Ural Batir (baskír eposz)

### Híres vígeposzok
- Homérosz: Békaegérharc
- Pope: A fürtrablás
- Csokonai Vitéz Mihály: Dorottya
- Verseghy Ferenc: Rikóti Mátyás
- Petőfi Sándor: A helység kalapácsa
- Arany János: Az elveszett alkotmány
- Arany János: A nagyidai cigányok